# 610 (číslo)
Šest set deset je přirozené číslo.  Následuje po čísle šest set devět a předchází číslu šest set jedenáct. Římskými číslicemi se zapisuje DCX a řeckými číslicemi χι.

## Matematika
600 je:
- Fibonacciho číslo
- Deficientní číslo
- Složené číslo
- Nešťastné číslo

## Astronomie
- (610) Valeska je planetka hlavního pásu, kterou objevil v roce 1906 Max Wolf

## Doprava
- Silnice II/610 – silnice II.třídy v Česku spojující Kbely a Turnov[1]

## Roky
- 610
- 610 př. n. l.